# Perizoma fennica
Perizoma fennica är en fjärilsart som beskrevs av Petersen 1924. Perizoma fennica ingår i släktet Perizoma och familjen mätare. Inga underarter finns listade i Catalogue of Life.